# Płotno
Płotno [ˈpwɔtnɔ] (tiếng Đức: Blankensee) là một ngôi làng thuộc khu hành chính của Gmina Pełczyce, thuộc quận Choszczno, West Pomeranian Voivodeship, ở phía tây bắc Ba Lan. Nó nằm khoảng 5 kilômét (3 mi) phía bắc Pełczyce, 12 km (7 mi) về phía tây nam Choszczno, và 61 km (38 mi)     về phía đông nam của thủ đô khu vực Szczecin. Năm 2007, làng có 429 cư dân.
Trước năm 1945, khu vực này là một phần của Đức. Đối với lịch sử của khu vực, xem Lịch sử của Pomerania.